# Richard Levine
Pour les articles homonymes, voir Levine.
Richard Levine est un scénariste, réalisateur, acteur et producteur américain.

## Biographie
Richard Levine est diplômé de la Juilliard School.

## Carrière
Richard Levine a écrit et réalisé le film Soumission (2017), avec Stanley Tucci, Kyra Sedgwick et Addison Timlin. Le film est adapté du roman à succès Blue Angel de Francine Prose et est présenté en première au Los Angeles Film Festival. Son premier film, Every Day (2010), avec Liev Schreiber, Helen Hunt, Eddie Izzard et Brian Dennehy, a été le choix d'un critique du New York Times.
Levine et sa partenaire d'écriture, Lynnie Greene, ont écrit et produit la série Epix, La Vérité sur l'affaire Harry Quebert (The Truth About The Harry Quebert Affair), avec Patrick Dempsey, réalisé par Jean-Jacques Annaud ainsi que le pilote d'Amazon Video, The Interestings réalisé par Mike Newell.
Il est le scénariste, réalisateur et producteur exécutif de la série primée aux Golden Globes, Nip/Tuck, pour l'ensemble de ses sept saisons, ainsi que de la série nommée aux Golden Globes, Boss, avec Kelsey Grammer. Il a écrit et produit pour Masters of Sex nommé aux Golden Globes, et a co-créé la série ABC Scoundrels, avec Virginia Madsen.
Acteur, Richard Levine est apparu à Broadway dans Dracula (avec Frank Langella), Rumors (avec Ron Leibman, Jessica Walter et Christine Baranski ), Gyspy (avec Tyne Daly ) et The Visit (avec Jane Alexander). Il est récemment apparu dans le film Nos souvenirs (The Sea of Trees, 2015) réalisé par Gus Van Sant.

## Filmographie partielle

### Au cinéma (comme scénariste et réalisateur)
- 2010 : Every Day (en)
- 2017 : Submission